# Malais du Cap
Les Malais du Cap sont un groupe ethnique sud-africain descendant d'esclaves amenés d'Indonésie en Afrique du Sud à partir de 1667, mais aussi de déportés politiques venus d'Indonésie et de Malaisie, comme Sheikh Abdurahman Matebe Shah, le dernier sultan de Malacca. Jusqu'au début du XIXe siècle, la colonie du Cap, comme l'Indonésie, étaient à cette date sous contrôle des Pays-Bas, plus exactement de la Compagnie néerlandaise des Indes orientales (ou VOC).

## Histoire

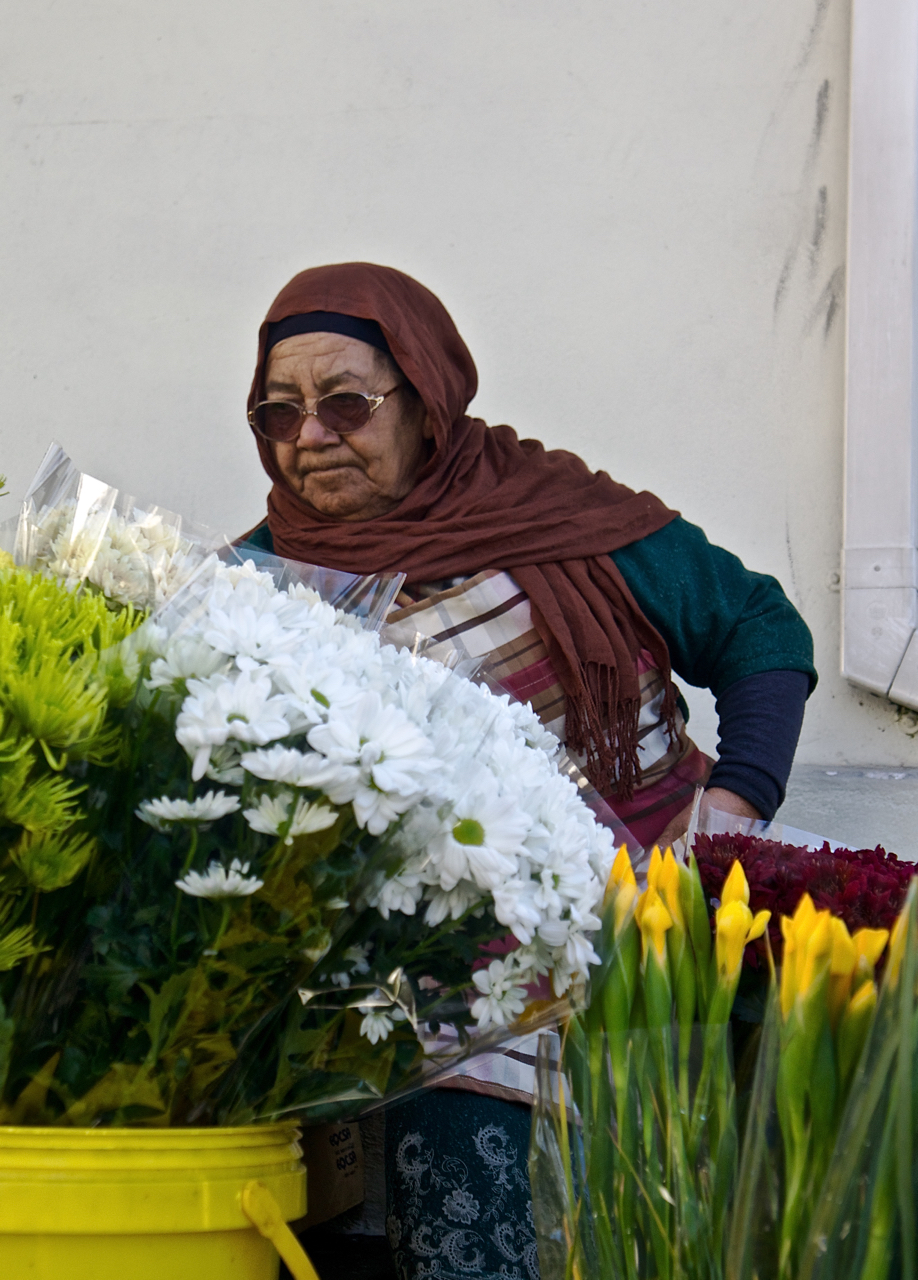
Marchande de fleurs portant le voile.

### Origines
À partir de la fin du XVIIe siècle, l'établissement forcé de populations originaires du sud-est asiatique – principalement d'Indonésie, de la région de Malacca, mais aussi en provenance de Madagascar et du sud-est de l'Afrique, avec lesquelles elles se sont mélangées –, dite des « Malais du Cap », est motivé par les besoins en main d'œuvre pour l'édification des infrastructures de la colonie du Cap fondée par la Compagnie néerlandaise des Indes orientales, comme étape vers leurs colonies des Indes orientales.

### Sous l'apartheid
Sous le gouvernement de l'apartheid, les Malais du Cap étaient juridiquement considérés comme des métis (« coloureds »), l'une des quatre subdivisions ethniques officielles de la population.

### Période contemporaine

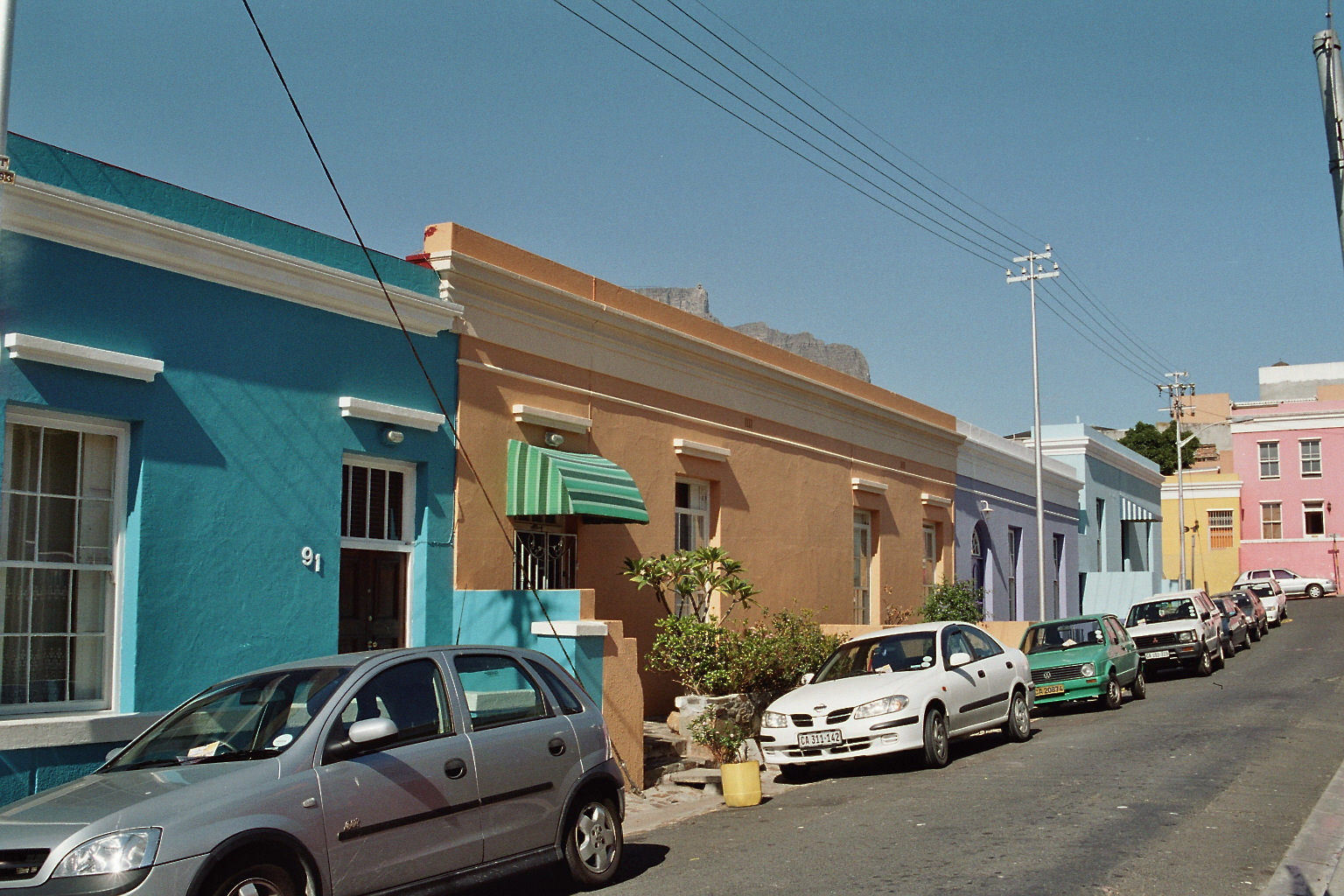
Maisons colorées typiques du quartier malais de Bo-Kaap au Cap.

La population actuelle est estimée à 166 000 au Cap et 10 000 à Johannesbourg. Le quartier malais du Cap se situe à Signal Hill, et est appelé Bo-Kaap. Avant la démolition du District 6, de nombreux Malais y habitaient. Ils furent alors forcés d'emménager dans un township métis.
Dans les années 1970 et 1980, certains Malais du Cap tendent à se redéfinir comme musulmans, et ne recourent plus à l'autodéfinition en tant que « Malais ». Cette évolution (minoritaire) est à la fois liée à la volonté de mettre en avant le fait religieux, et à la conscience du caractère artificiel du terme « malais » pour une population largement métissée et de langue afrikaans. De nos jours, pour se rapprocher de leur pays d'origine, l'Indonésie, certains Malais du Cap apprennent l'indonésien, langue officielle de l'Indonésie.

## Culture
Malgré l'esclavage, les Malais du Cap ont maintenu leur foi musulmane, ce qui est une exception dans l'histoire de l'esclavage. Outre l'islam, les Malais ont introduit certains éléments de leur culture en Afrique du Sud. Ainsi, ils parlent principalement l'afrikaans, avec un accent particulier, utilisant certaines expressions ou mots d'origine indonésienne. Leur influence est toujours perceptible de nos jours au sein de la société sud-africaine. Les plats malais comme le bredie, le bobotie, et les sosaties sont communs dans de nombreux foyers sud-africains.
Il semble aussi qu'il y avait aussi des Malais hindouistes déportés, comme l'hindouisme est toujours une religion minoritaire de nos jours en Indonésie, mais comme à l'époque ils étaient très minoritaires, ces hindouistes malais sont devenus musulmans progressivement. De nos jours, il y a de nombreux hindouistes en Afrique du Sud, mais ils viennent presque tous de l'Inde, et sont arrivés depuis une date plus récente, surtout depuis 1910.

## Personnalités liées
- Taghmeda Achmat (1964-), militante lesbienne sud-africaine.